# Vil·la romana de Toralla
La Vil·la romana de Toralla és un jaciment arqueològic a cel obert d'una vil·la romana convertida en exposició museu al costat de la platja d'O Vao, a Coruxo (Vigo). Està situada a la finca de Mirambell, en una arbreda d'acàcies.

## Context històric
A Galícia es trobaren una trentena de jaciments arqueològics romans al costat de la mar, identificats sobretot com a villae costaneres dedicades a l'explotació de recursos marins: pesca, salaó i salines. Gran part d'aquestes eren a Vigo i el seu entorn.
Toralla és a la rodalia de Vicus, el nucli urbà d'origen romà que, a partir del segle i, anà creixent al centre de l'actual Vigo. A Vicus hi ha vestigis d'un important complex manufacturer i comercial marí. Comprenia unes extenses salines, factories de salaó i potser alguna pesquera associada. Pel segle II aquesta seria la zona manufacturera més important del nord-oest peninsular. Cap al segle III, període de crisi monetària, les salines de Vicus s'abandonen. Després apareixeran algunes explotacions, llocs dedicats a l'obtenció de sal, elaboració de salaó, etc. Això fa pensar que la producció, centrada abans a Vicus, es distribuirà per aquestes villae i factories de la ria de Vigo.

## Toralla
La vil·la de Toralla es va construir en un petit cap que separa les platges d'O Vao i la de Canido, que uneix l'illa de Toralla per una barra d'arena. Es va habitar entre 300 i 450, moment final de l'Imperi romà, en què les villae tenien un bon creixement, tant a Gal·lècia com a les altres àrees sotmeses a l'imperi. L'illa era poblada abans que existís la vila, doncs hi ha restes d'un castre preromà que seria abandonat prop del segle i. S'hi van trobar també restes d'un cementeri romà, potser el dels habitants de la vil·la.
Sembla que l'illa va pertànyer a l'Església durant segles, fins al s. XIX. Al segle XX es va construir el pont, una urbanització i una torre d'habitatges, i destruïren part dels jaciments arqueològics de l'illa.

## Lesvillae
La villa (en singular) o les villae (en plural) és un conjunt d'edificacions, treballs agrícoles o instal·lacions relacionades amb el mar a les zones costaneres com aquesta. La villa va existir des dels orígens romans i en tots els territoris de l'imperi, doncs és el tipus d'assentament més característic del món rural romà.
N'hi havia amb gran varietat de tipus i grandàries: luxoses residències, dedicades al descans, extenses granges, en què podien viure més de dos o tres centenars de persones; o modestes explotacions productives com podia ser el cas de Toralla.

### Lavillade Toralla
La villa de Toralla era sòbria, tot i que disposava d'alguns elements de confort i riquesa, com ara termes o mosaics. Com tota vil·la romana es dividia en dues parts: la urbana o edificis residencials del propietari i servents, i la rústica, o construccions relacionades amb la producció.
Es defineix a partir d'unes construccions independents, situades a prop les unes de les altres, distribuïdes de manera funcional i adaptades a la forma del terreny. Aquestes són:
- L'edifici principal: l'habitatge del dominus o propietari, de planta rectangular de tipus atlàntic. Les mides en tenen una relació exacta de 3:1, que fa pensar que tingué una planificació prèvia. L'edifici s'organitza a partir d'un passadís longitudinal, flanquejat per un pòrtic amb pilars de fusta. Hi destaquen unes termes, que a més de relaxació proporcionaven la calor necessària per a l'habitatge gràcies a l'hipocaust, sistema de calefacció que consistia en el pas d'aire calent procedent d'un forn, sota un sòl buit.

- L'edifici secundari: a 4 m del principal, seria l'àrea dels servents.

- Les construccions rústiques, relacionades amb la part productiva de la casa.

## El museu
Són les úniques restes d'una vil·la romana, del segle IV, que es conserven a Galícia. És dins de la finca de la família Mirambell, els propietaris de la qual descobriren les restes arqueològiques i després cediren el terreny a l'Ajuntament de Vigo. Després d'anys d'excavacions a la finca, el museu obri l'any 2007. La vil·la està totalment excavada i es pot visitar lliurement. El recinte és tancat amb un clos de fusta, i l'entrada n'és debades.
Al 2013 es va plantejar la possibilitat de començar les obres en l'habitatge Mirambell per realitzar un centre d'interpretació, però les obres s'hagueren de deturar per la troballa de més restes.

### Descobriment de març de 2013
L'habitatge de la família Mirambell construït al 1940, el futur immediat del qual era ser centre d'interpretació de la vil·la romana de Toralla, amagava als seus voltants restes que feren deturar els treballs al març de 2013. Murs, teules i utensilis en bon estat van aflorar en les sis perforacions fetes a l'edifici.
Les primeres teories dels arqueòlegs que treballaven en l'excavació apunten que la vil·la romana tenia una dimensió més gran del que es creia; i des de l'ajuntament es va confirmar que caldria modificar-ne la idea original.